# Bartholomä
Bartholomä è un comune tedesco di 2 126 abitanti situato nel land del Baden-Württemberg. 
È uno dei comuni che formano l'Albuch.

## Amministrazione

### Gemellaggi
- Casola Valsenio